# Pelagia Bojko
Pelagia Halina Bojko – polska filolog, dr hab. nauk humanistycznych, profesor Akademii Piotrkowskiej.

## Życiorys
W 1995 ukończyła studia w zakresie filologii polskiej na Katolickim Uniwersytecie Lubelskim Jana Pawła II, natomiast 4 marca 2002 obroniła pracę doktorską Oblicze człowieka. Rysy autoportretu w listach Norwida, otrzymując doktorat, a 12 września 2012 habilitowała się na podstawie oceny dorobku naukowego i pracy zatytułowanej Wizualizacje twarzy w poezji romantyków polskich.
Pełniła funkcję adiunkta w Instytucie Historii i Stosunków Międzynarodowych na Wydziale Filologicznym i Historycznym Uniwersytetu Jana Kochanowskiego w Kielcach, Filii w Piotrkowie Trybunalskim.

## Publikacje
- 2004: Oblicze człowieka. Rysy autoportretu w listach Norwida[1]
- 2008: Ukraińscy hetmani w poezji J. B. Zaleskiego[1]
- 2008: W stronę Jerozolimy Słonecznej. Kategoria światła w wizerunkach postaci w „Królu-Duchu” Juliusza Słowackiego[1]
- 2011: Wizualizacje twarzy w poezji romantyków polskich. Mickiewicz – Słowacki – Krasiński – Norwid[1]